# Мости Стокгольма

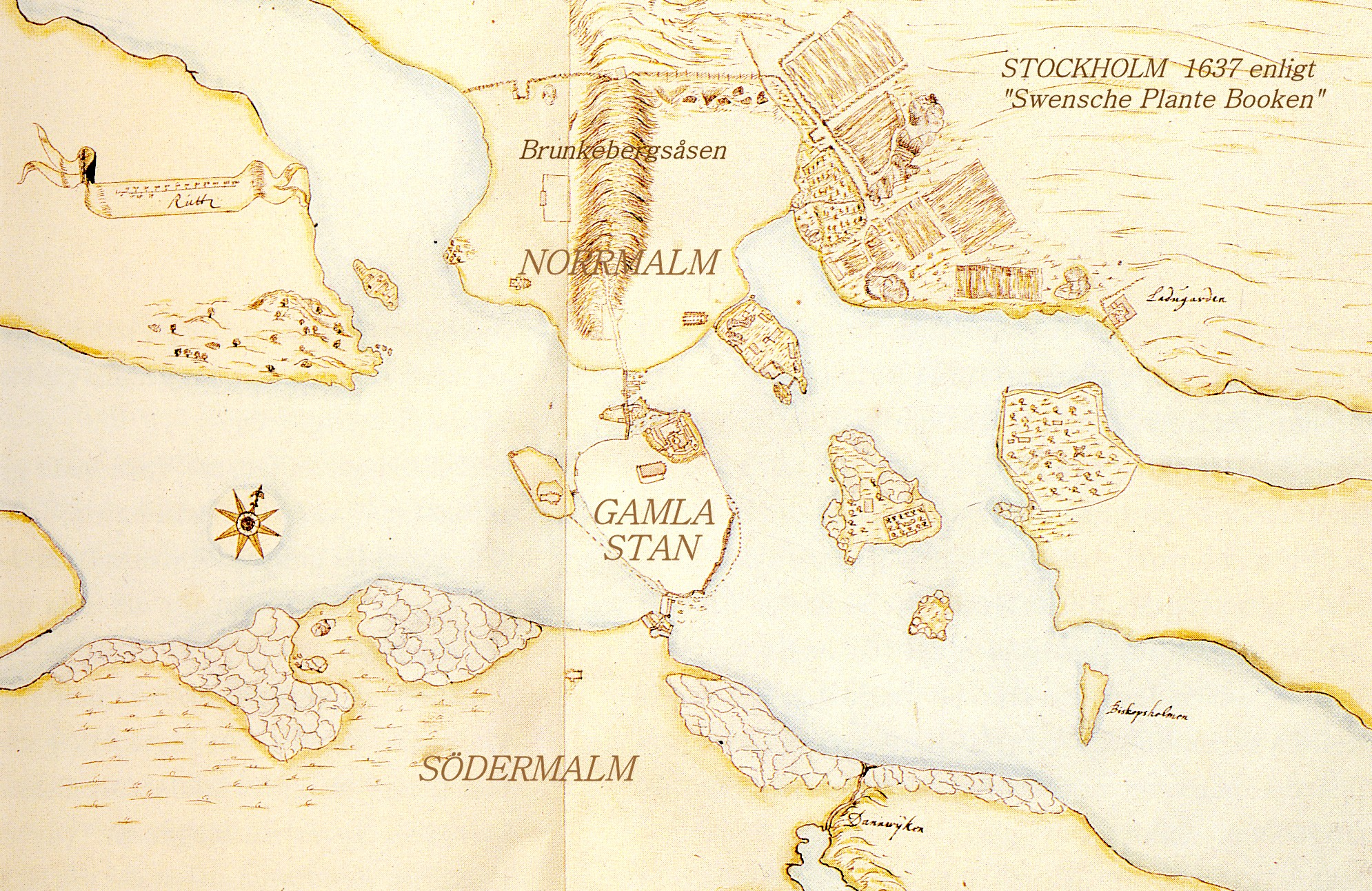
Мости на карті міста 1637 року

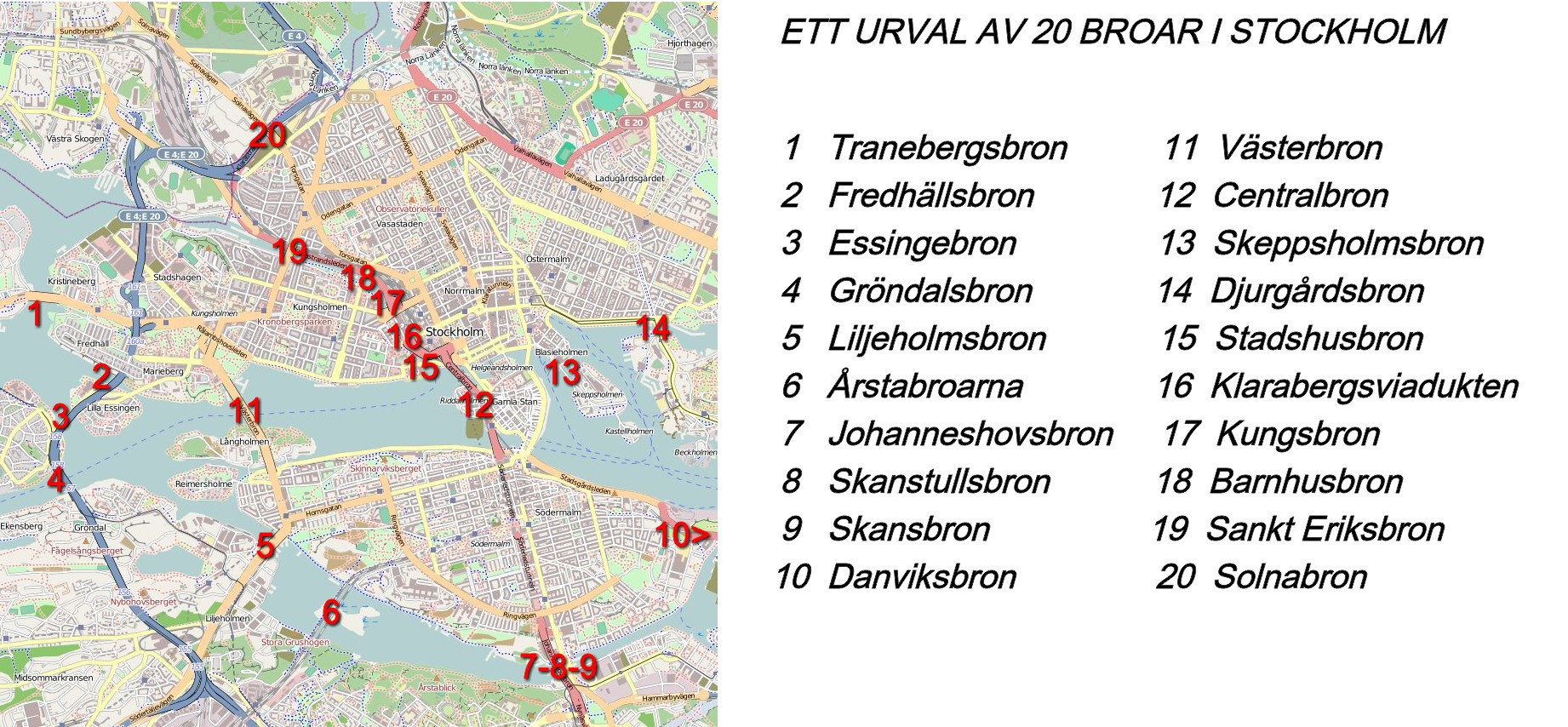
Вибірка 20 мостів Стокгольму 2010 року

Розташування Стокгольма на островах між озером Меларен та Балтійським морем у всі часи існування міста спричиняло необхідність побудови мостів. Спочатку вони були як доповнення до водного сполучення між островами, але під час промислової революції XIX століття та внаслідок збільшення кількості автомобілів у ХХ столітті мости значно полегшили розв'язання транспортної проблеми міста. Мости висотою до 32 метрів над ватерлінією є важливим елементом міського ландшафту Стокгольма.

## Історія

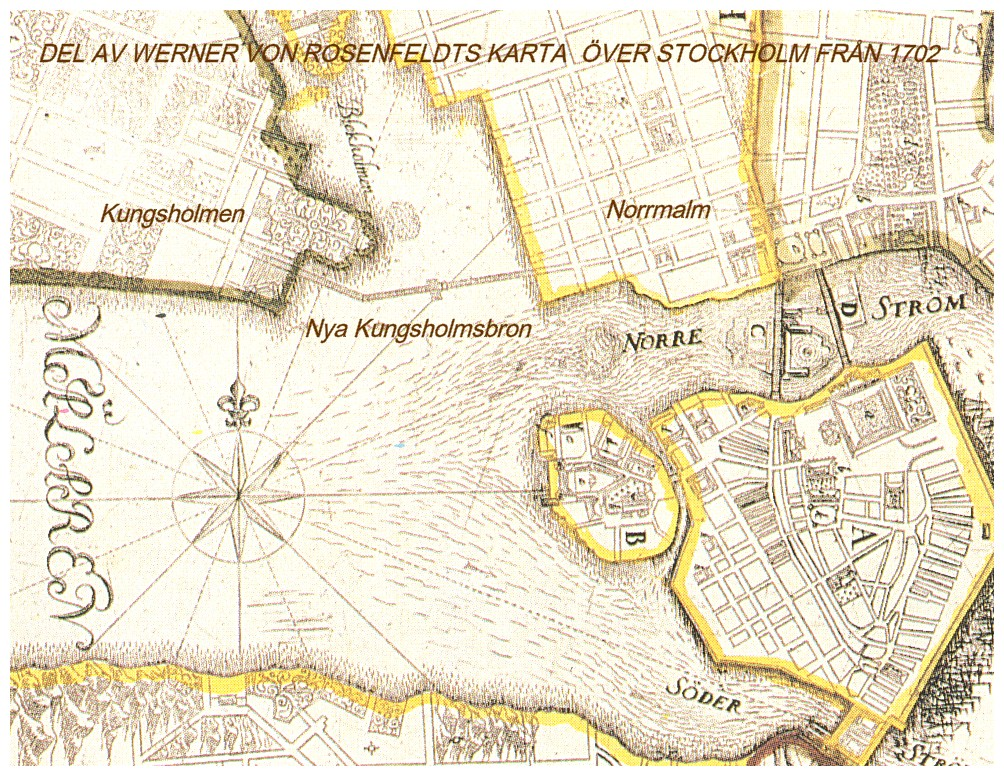
"Новий Кунґсгольменський міст", карта 1702 року.

Протяжність Стокгольмського озу через озеро Меларен була причиною того, що вихід колишньої височини був обмежений двома річками на північ та південь від острова Стадсгольмен (Міського острова) — Норрстремом та Седерстремом. На Норрстремі знаходилось декілька малих островів, а на Седерстремі був хребет, який скорочував відстань між водними протоками, через які треба було спорудити міст задля стабільного сполучення між Седерманландом та Уппландом.
Міст через річку Норрстрем між островом Гельгеандсгольмен та районом Норрмальм існував здавна; перша згадка про нього відноситься до 1288 року. На той час він називався Північним мостом Стокгольма. Нині цей міст називається Норбру (Північний міст)  і є найстарішим діючим мостом міста, спорудженим 1807 року за проектом Еріка Пальмстедта. Ще на найдавнішому зображенні Стокгольма - Vädersolstavlan («Зображення паргелію»), датованому 1535 роком, можна побачити один міст у північній частині міста, між Стадсгольменом, Гельгеандсгольменом та Норрмальмом, один – у південній частині між Стадсгольменом та районом Седермальм, а інший – у західній частині Стокгольма між островами Стадсгольмен та Громункегольмен. До островів Кунґсгольмен, Шепсгольмен та Юргорден  у XVI столітті не існувало мостів, про що також свідчить дана карта.
Транспортом до островів навколо центрального міста слугували човни та пороми. Мости не лише сприяли зручному сполученню, а й могли бути використаними під час воєн, тому у спорудженні нових мостів виникала і стратегічна необхідність.

## Огляд

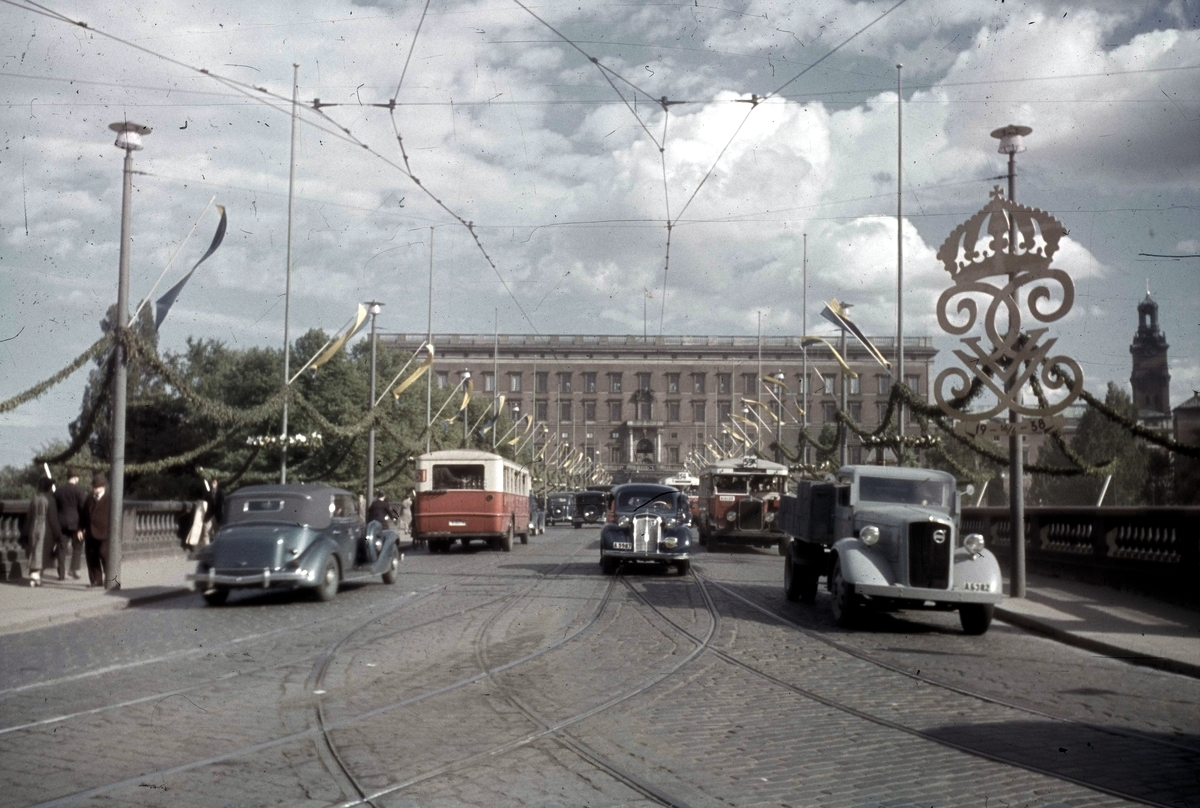
Норбру (Північний міст), прикрашений на честь 80-річчя короля Густава V 16 червня 1938 року.

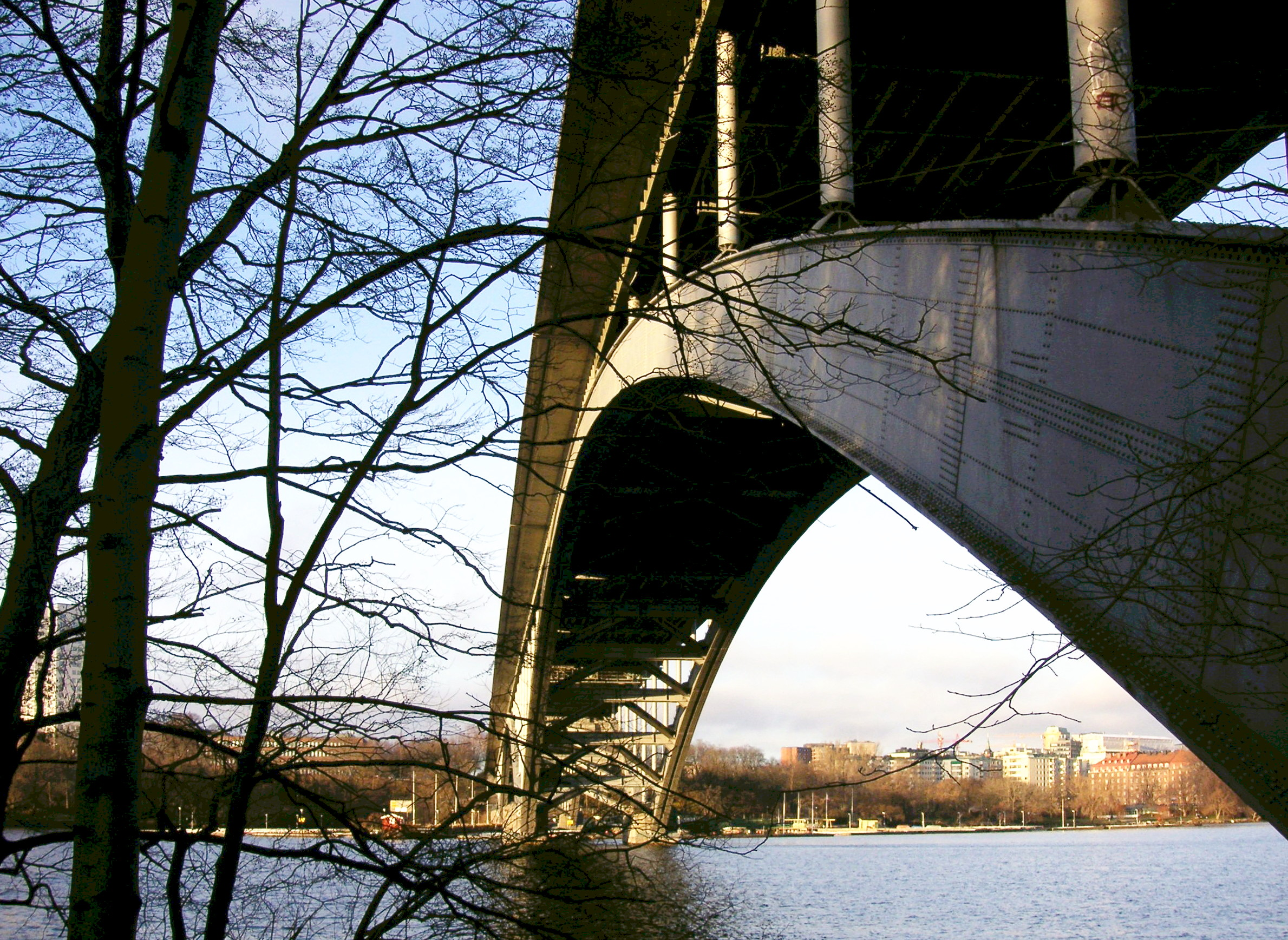
Вестербрун (Західний міст). Вигляд з острова Лонґхольмен, 2005 рік.

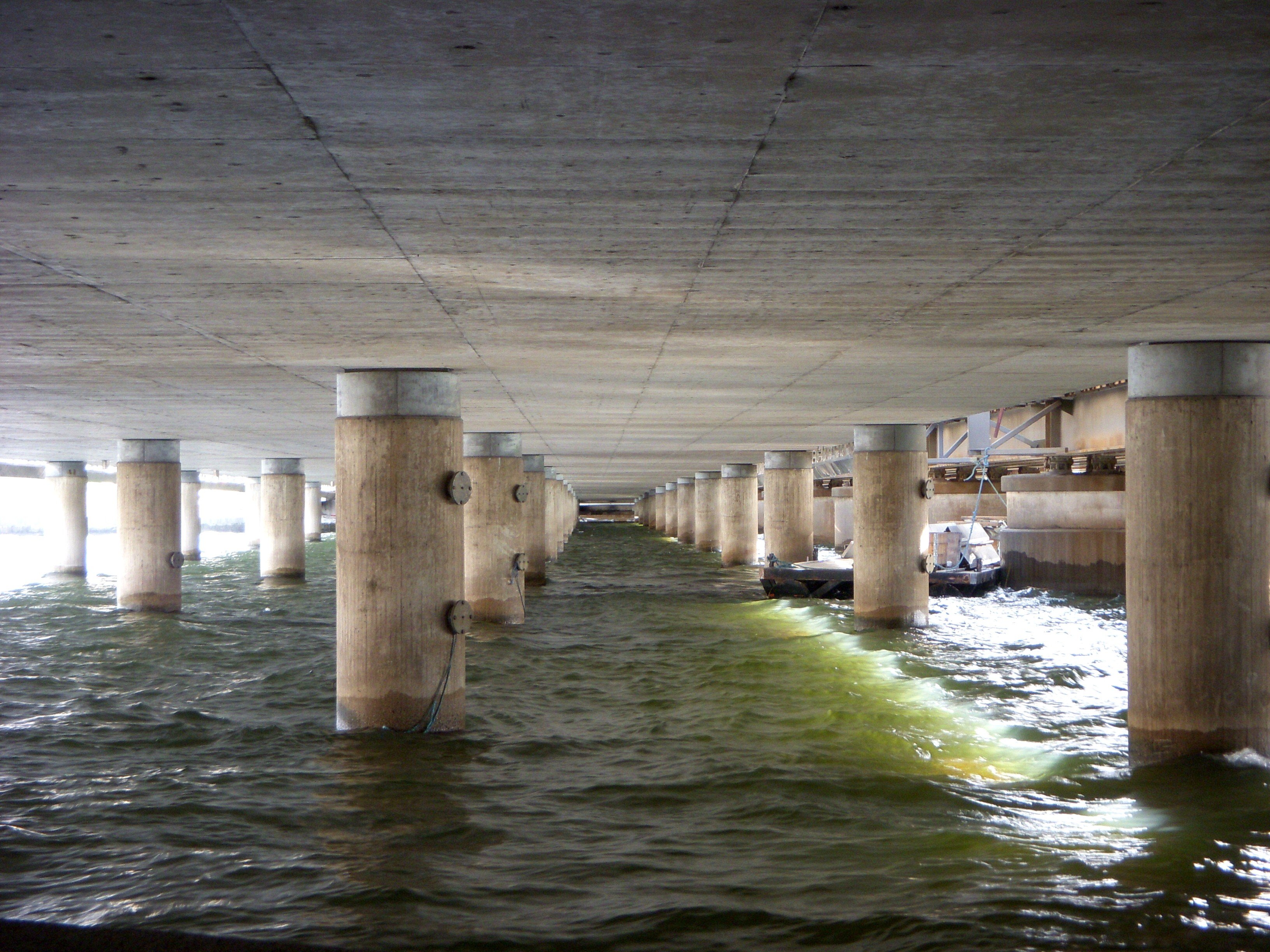
Під мостом Сентральбрун (Центральний міст). Вигляд з південної сторони, 2009 рік.

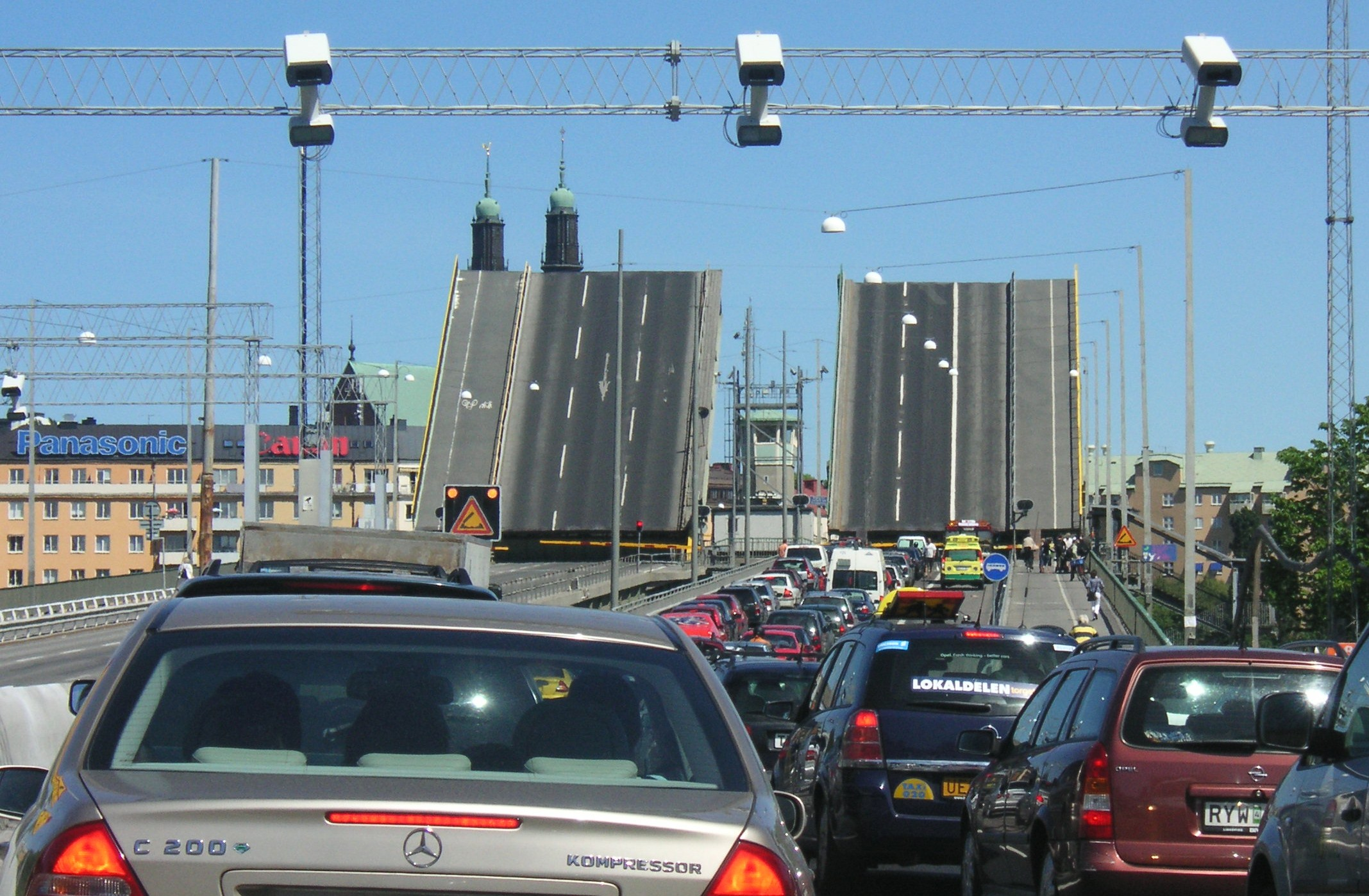
Відкриття мосту Лільєгольмсбрун, 2006 рік.

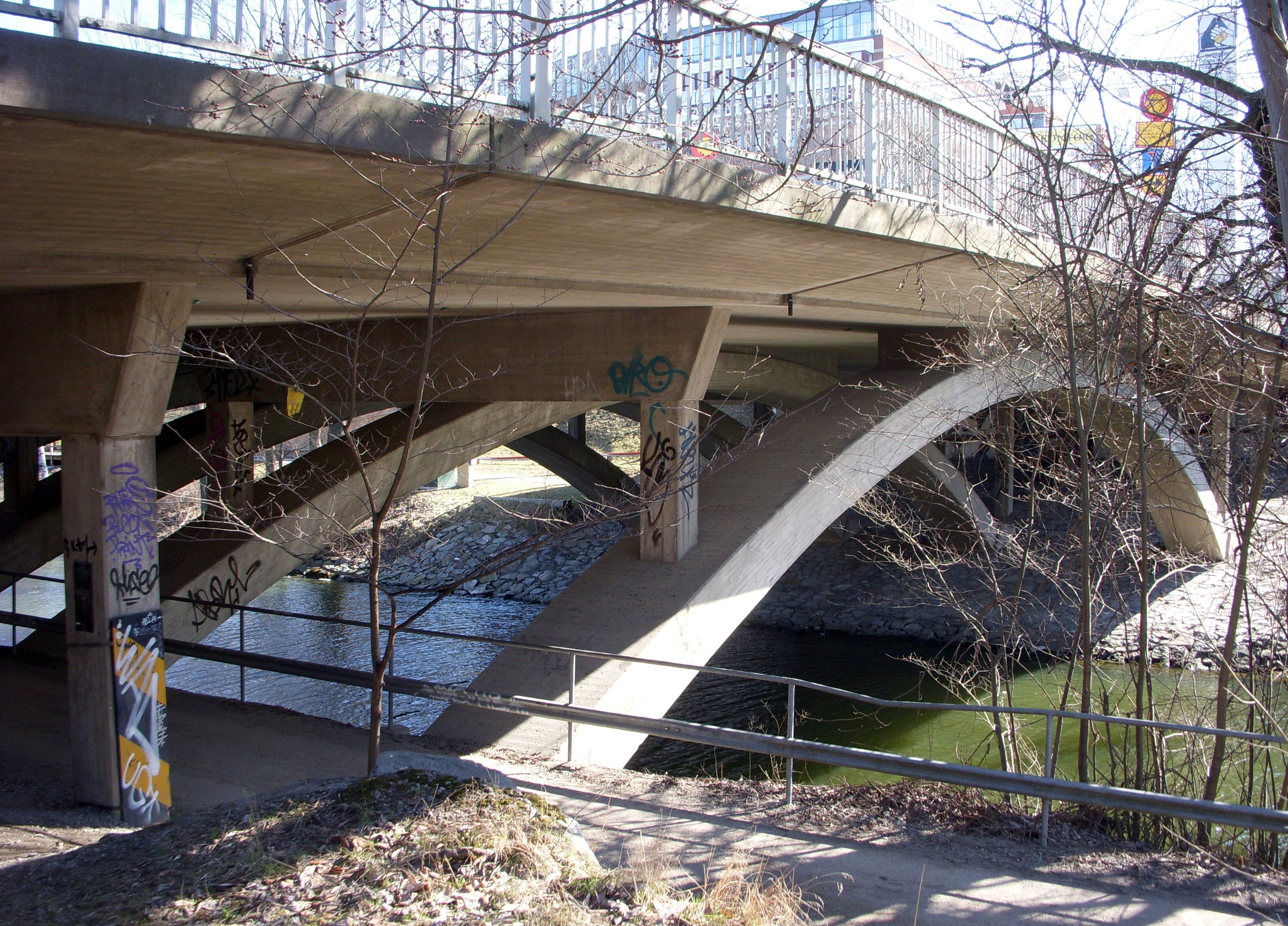
Міст Екелундсбрун зі сторони району Сольна.

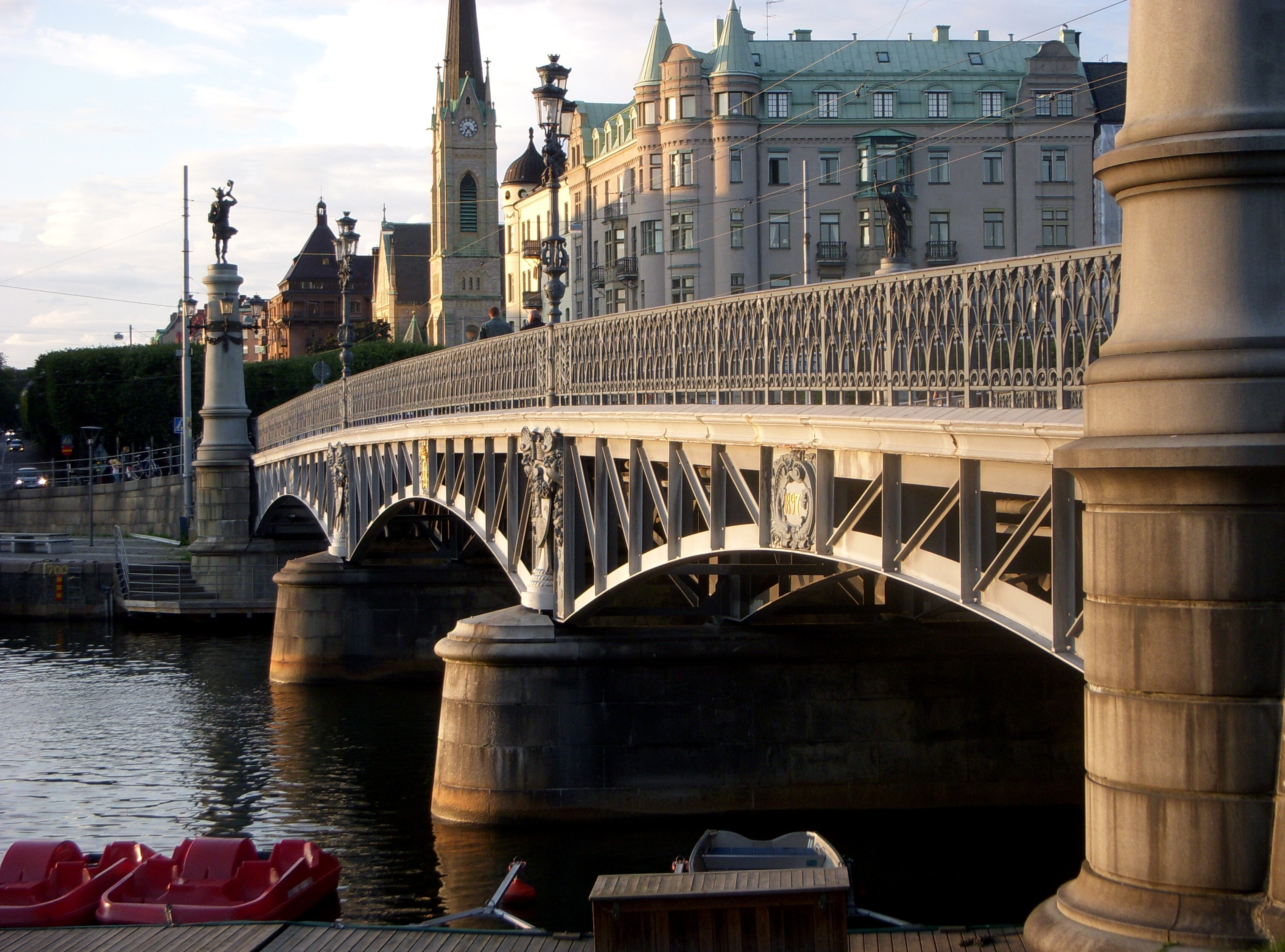
Міст Юрґордсбрун у 2008 році.

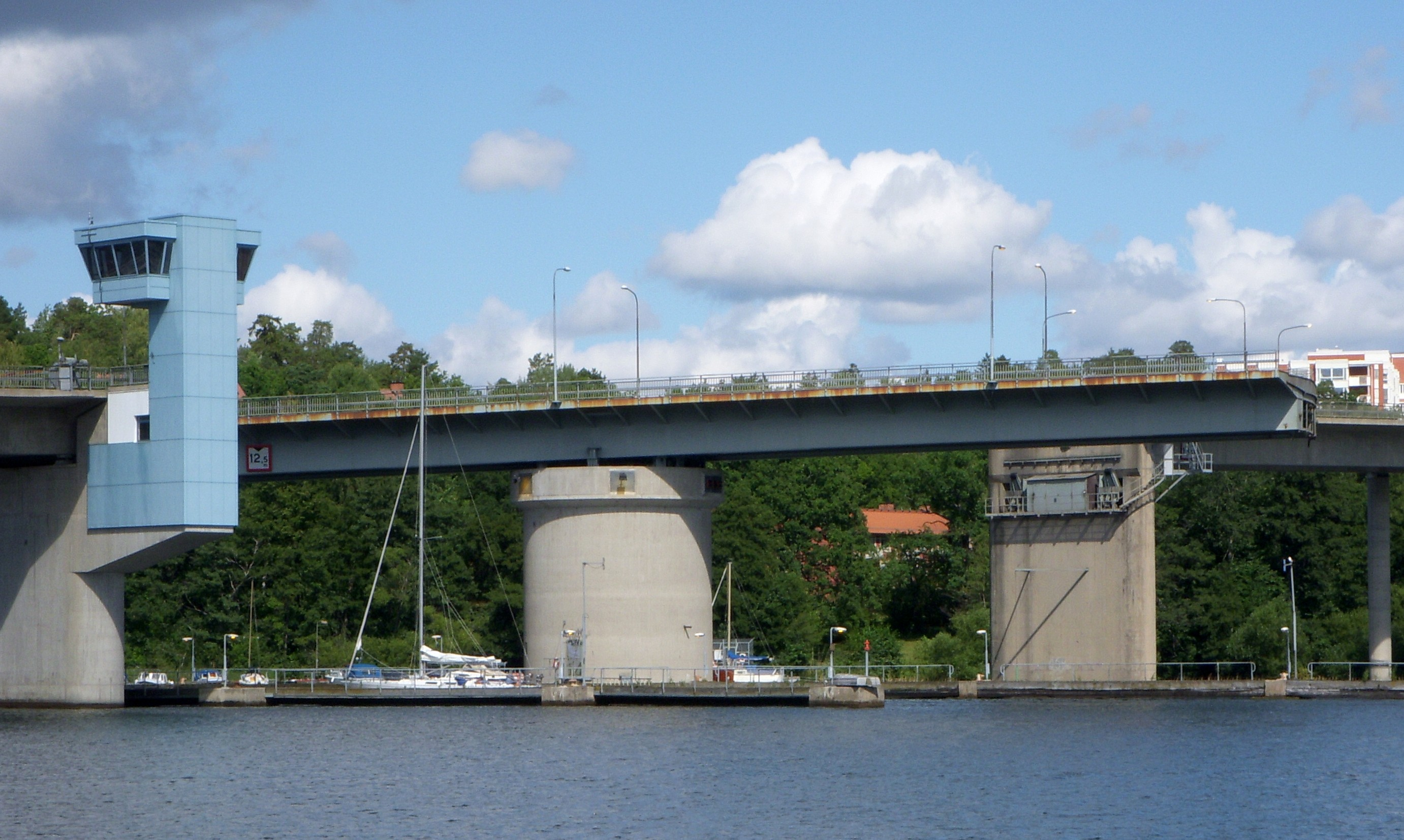
Міст Нокебюбрун з відкритою центральною секцією.

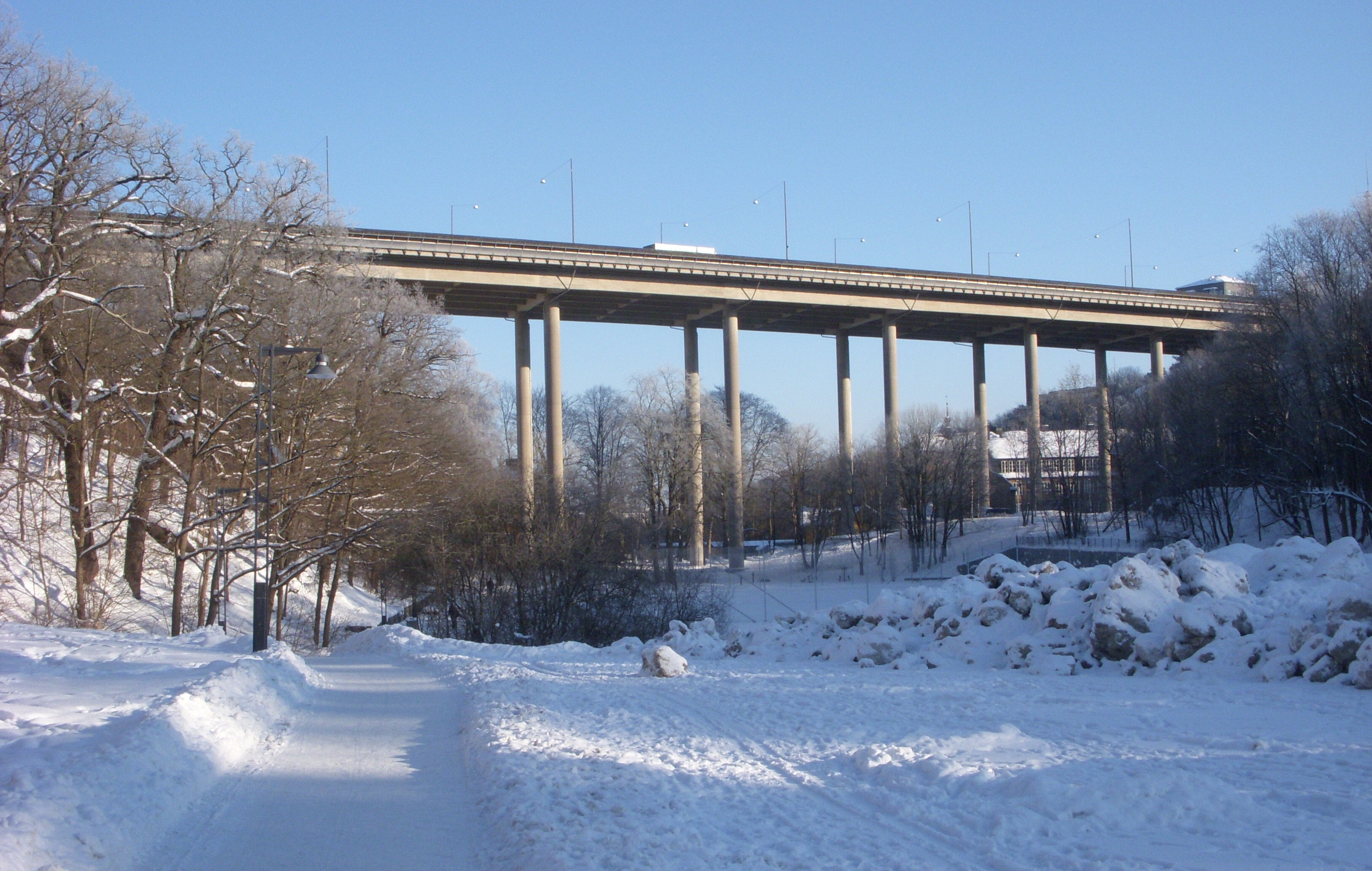
Бломенберзький віадук у 2010 році.

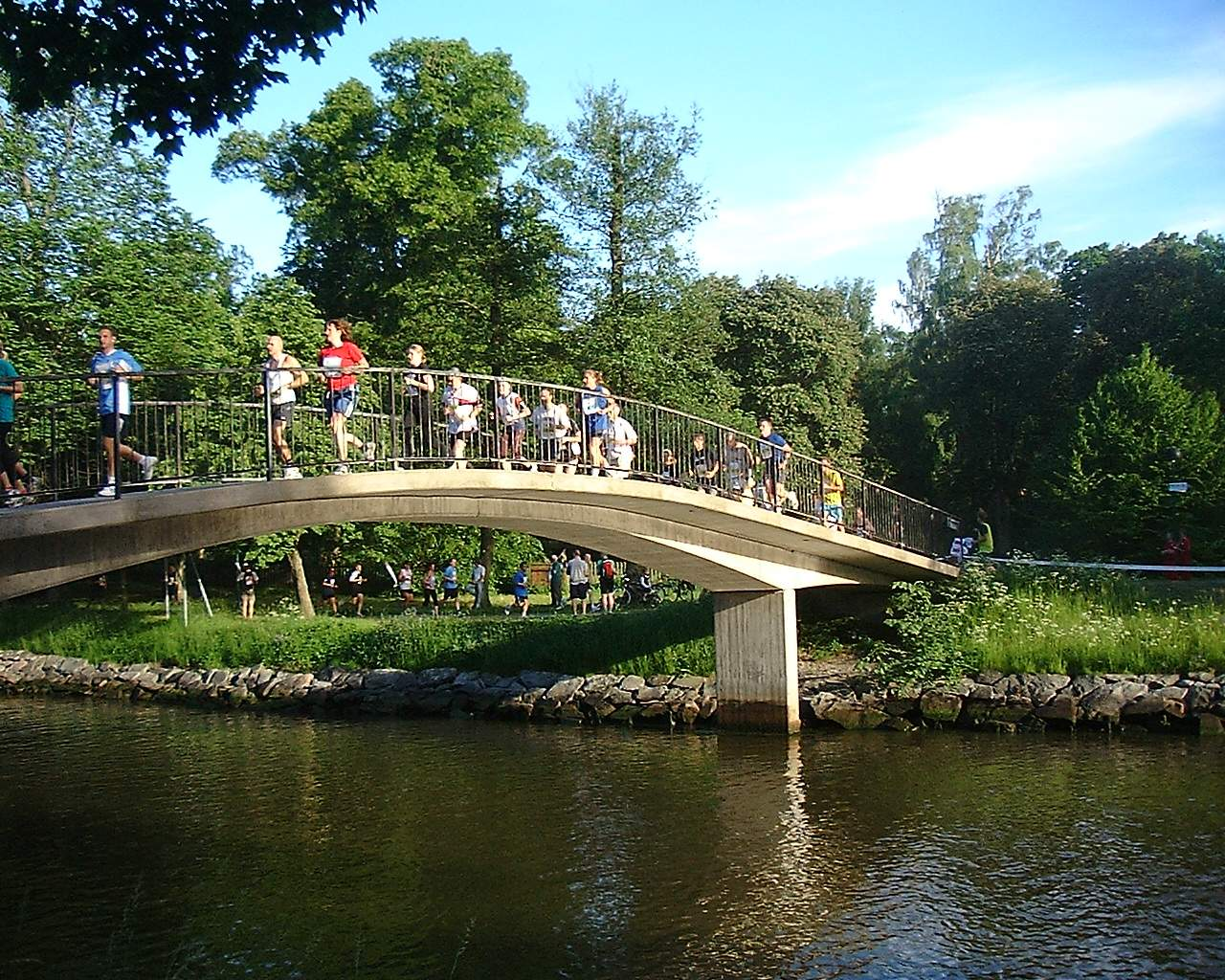
Пішохідний та велосипедний міст Ліллашетулсбрун.

### Мости через Меларен-Ріддарф'єрден
Мостове сполучення зі Старого міста існувало з найдавніших часів: 
- Міст Норбру (1807), перша згадка – у 1288 році
- Слуссен (1935), одна з найдавніших транспортних розв'язок
- Міст Вазабрун (1878) разом із мостом Стремборгсбрун (з 1993 року)
- Міст Ріксбрун (1931), прозваний «пасткою для щурів» (råttfällan)
- Міст Стальбрун (1948), відкритий для руху у 1904 році
- Міст Стрембрун (1961), «тимчасовий міст» з 1946 року

Через Ріддаргольмський канал та Седерстрем:
- Перший міст був залізничним шляхом, частково збудованим на понтонах у 1871 році
- Міст Ріддарбрун (1954—1967)
- Міст Сентральбрун (1963), повністю завершений 3 вересня 1967 року
- Міст Седерстремсбрун (споруджений у 1957 році у зв’язку з розбудовою метрополітену)
- Північний залізничний міст
- Південний залізничний міст

Через острів Лонґхольмен існує лише один міст:
- Західний міст (Вестербрун) (1935) (Седермальм (Горнстуль) – Кунґсгольмен (Марієберг))

Через Есінґські острови перші мости були споруджені як частина автомагістралі Есінґеледен у 1961 році:
- Міст Грендальсбрун (1961) (Грендаль – Великий Есінген)
- Міст Есінґебрун (1962) (Великий Есінґен – Малий Есінґен, по західній частині мосту проходить Староесінґський шлях)
- Міст Фредгельсбрун (1961) (Малий Есінґен – Кунґсгольмен (Фредгель))
- Міст Алвіксбрун (1998) (трамвайний та пішохідний міст між Великим Есінґом та районом Алвік/Епельвікен у Західному Стокгольмі)

### Мости з Седермальму
На південь від району Сканстуль не було потреби у великому мості до моменту появи каналу Гаммарбю наприкінці 1920-х років. На південь у цьому регіоні по маленькому мосту проходив середньовічний Гетський шлях (Göta landsvägen):
- Міст Скансбрун (1927), збудований у 1925 році
- Міст Сканстульсбрун (1949), збудований у 1947 році
- Міст Йоганнесговсбрун (1984)

На південь через затоку Орставікен понтонний міст  для нового напряму Гетського шляху через Горнстуль був споруджений у 1670-х роках. Понтонний залізничний міст був збудований у 1860-х роках:
- Міст Лільєгольмсбрун (західна частина завершена у 1928 році, східна – у 1954 році)
- Міст Вестра-Орстабрун (Західний міст Орста) (залізничний, велосипедний та пішохідний міст через острови Орста, завершений у 2005 році)
- Міст Естра-Орстабрун (Східний міст Орста) (залізничний міст через острови Орста, відкритий у 1929 році, реставрований у 2012 році)

На схід через район Данвікстуль також не було потреби у мості до появи каналу Гаммарбю у кінці 1920-х років:
- Міст Данвіксбру (1926)

До острова Лонггольмен:
- Міст Лонґхольмсбрун (1948), сучасний міст збудовано у 1931 році
- Міст Польсундсбрун (1948)

До острова Реймерсгольме:
- Міст Реймерсгольмсбрун (1949), сучасний міст завершено у 1943 році

### Мости з Кунґсгольмену
До Норрмальму перший міст було споруджено біля сучасного мосту Кунґсбрун (Королівський міст) у середині XVII століття. У кінці XVII століття з’явився понтонний міст біля теперішньої ратуші:
- Міст Стадсгусбрун (Ратушний міст) (1920)
- Міст Кунґсбрун (1881) (вулиці Кунґсгатан-Флемінґатан, сучасний міст збудовано у 1944 році)
- Клараберзький віадук (1942)

До району Васастаден/Сольна:
- Міст Санкт-Еріксбрун (1906) (вулиця Санкт-Еріксґатан)
- Міст Барнгусбрун (1966)
- Міст Екелундсбрун (1968) (район Стадсхаген-Карлберг, сучасний міст збудовано у 1956 році)

До Західного Стокгольму перший понтонний міст було збудовано у середині XVIII століття:
- Міст Транеберґсбрун (1934) (район Фредхель-Транеберг, міст реконструйовано у 1999—2005 роках)

До острова Малий Есінґен:
- Міст Марієберґсбрун (1936)

### Мости до інших островів на озері Меларен та фіорді Сальтшен
Ріддаргольм:
- Міст Ріддаргольмсбрун (1958)
- Міст Геббесбру (1924)

Шепсгольмен:
- Міст Шепсгольмсбрун; сучасний міст відкритий для руху у 1861 році
- Міст Кастельгольмсбрун (1961), сучасний міст завершено у 1880 році, пізніше реконструйовано

Юргорден:
- Міст Юргордсбрун (1897), збудований для Стокгольмської виставки 1897 року
- Міст Юргордсбруннсбру (1954), споруджений у 1896 році, реконструйований у 1977 році)
- Міст Бекгольмсбрун (1961)

Лідінге:
- Міст Гамла Лідінгебрун (Старий міст Лідінге) (1926)
- Міст Лідінгебрун (1971)

Шерсен та Екерен, комуна Екере:
- Міст Нокебюбрун (1961)
- Міст Лулеговсбрун (1980)
- Міст Тапстремсбрун (1973)
- Міст Дротнінґхольмсбрун (1973)

Стексен, комуна Упландс-Бру:
- Автомобільний міст Стекетбрун
- Трамвайний міст Стекетбрун

Між комунами Дандерид та Сольна:
- Автомобільний міст Стоксундсбрун
- Міст Стоксундсбрун (для Рослагської міської електрички)
- Міст Стоксундсбрун (міст метро)

### Мости магістралі Есінґеледен
На ділянці Седертельєвеґен — Норра-ленкен довжина магістралі Есінґеледен складає біля 8 км, з яких приблизно 4 км припадає на десяток мостів та віадуків. Частина з них не має назви, наприклад, 126-метровий віадук через Дротнінґхольмсвеґен або 250-метровий віадук через Горнберґсдепон та Ліндхаґенсґатан на сході Кунґсгольмена. Інші мости мають власні назви (у порядку з півдня на північ):
- Хеґерстенський віадук, 330 м
- Бломенберзький віадук, 300 м
- Грендальський віадук, 300 м
- Грендальський міст (Грендальсбрун), 300 м
- Есінґський міст (Есінґебрун), 470 м
- Фредгельський міст (Фредгельсбрун), 270 м
- Міст Карлберґсбрун, подвійний міст довжиною 510 м (західна частина) та 560 м (східна частина) відповідно.

### Інші мости лену Стокгольм (вибірка)
В алфавітному порядку:

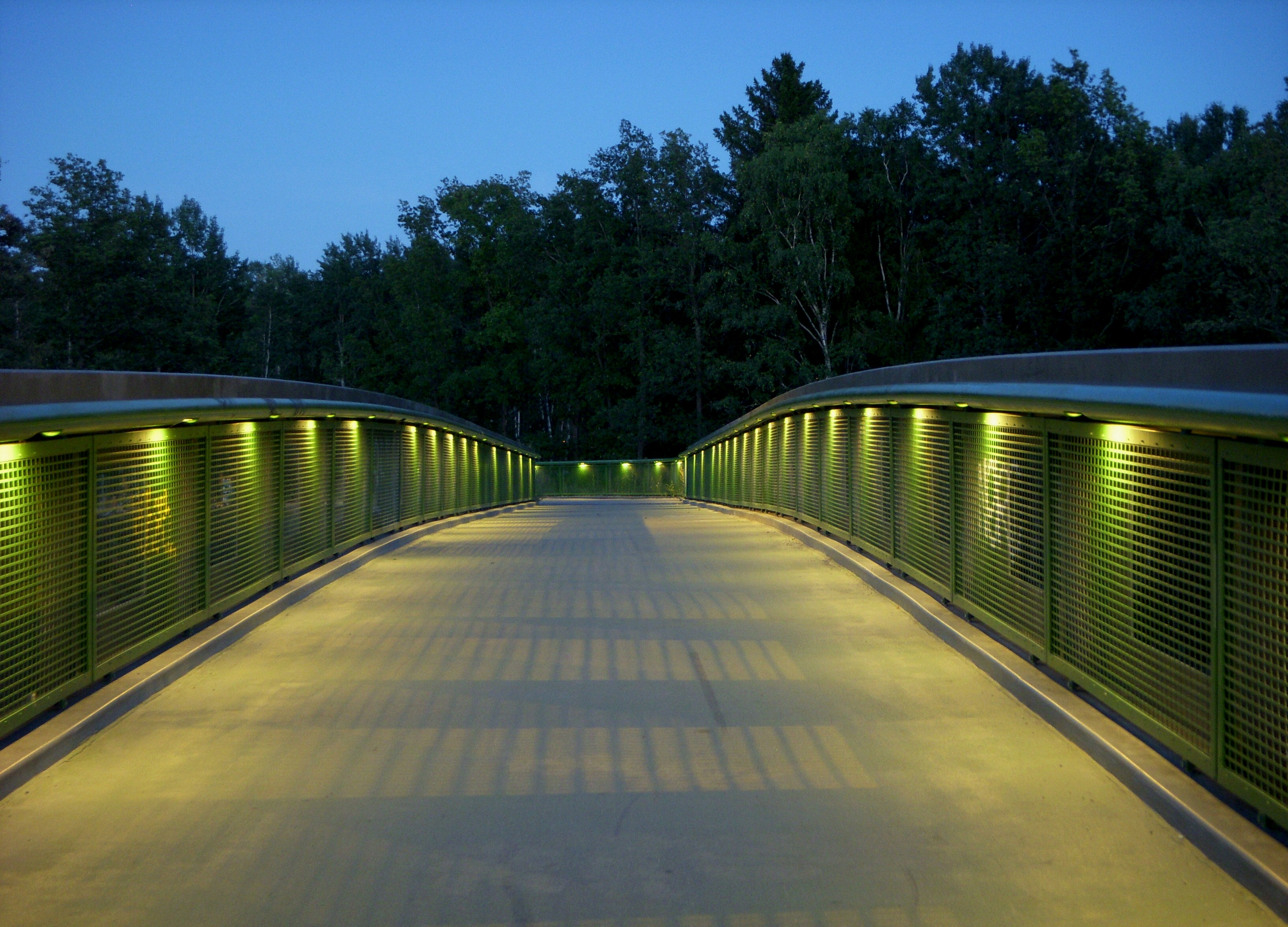
Міст Смістабрун ввечері.

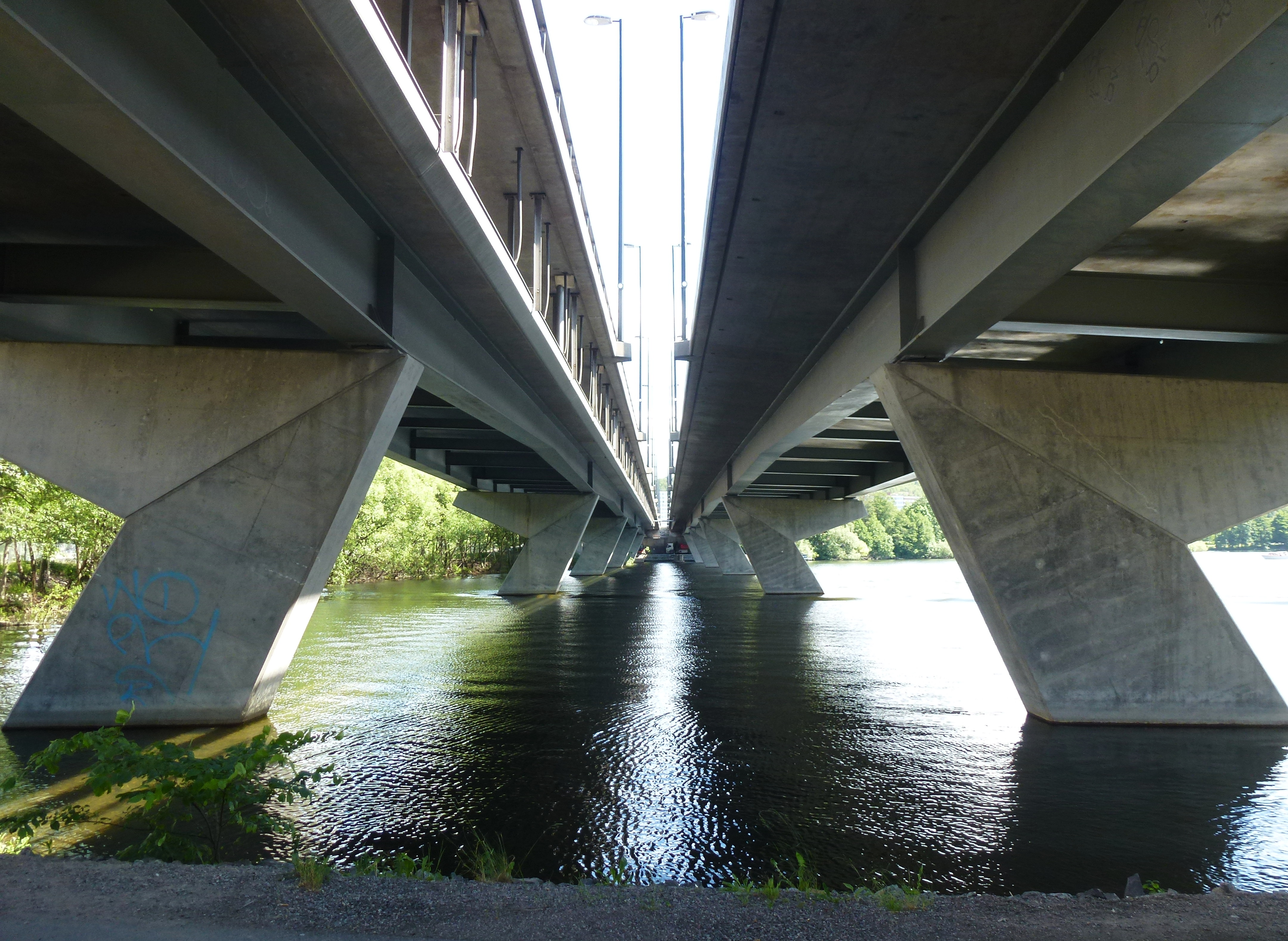
Під мостом Ворбюбрун, вигляд з західної сторони мосту.

- Міст Алебрун (також Сікла-Алебрун) (2000), через канал Сікла до району Хаммарбю Шестад
- Міст Белльста-бру (1960) через річку Белльстаон між Центральним Сундбюбергом та Марієгелем до Бромми
- Міст Ворбю (Ворбюбрун) (1994—1996), міст для автомобільної магістралі Седертальєвеґен (E4/E20) у комуні Ботчирка
- Геталандський віадук (1967) через шосе Обювеґен та Східну залізницю
- Міст Гувудстадсбрун (Столичний міст) (1967) через затоку Бельставікен та частину магістралі Гувудсталеден
- Міст Гусарбрун у Північному Юргордені (1954) через затоку Уґлевікен до Гусарвікену
- Міст Кварнгольмсбрун (1932/1984) із затоки Гедвік через Хестгольмсундет до острова Кварнгольмен
- Міст Ладувіксбрун (1954) через затоку Ладувікен до Гусарвікену
- Міст Лілла-Шетульсбрун (1966), пішохідний та велосипедний міст через канал Юргордсбрунн
- Лондонський віадук (1910), зараз скоріше дорожний насип, ніж віадук
- Міст Нюбрун (Новий міст), також Ладуґордсландсбрун – історичний міст через внутрішню частину затоки Нюбрувікен
- Міст Оґестабрун (1971), міст через озеро Маґелунґен, що з’єднує райони Фарста-странд та Оґеста
- Місь Олкістебрун (1937) для Рослагської міської електрички та магістралі Рослаґсвеґен через канал Олкісте
- Міст Свеабрун (1897), знаходиться під вулицями Свеавеґен/Уденґатан
- Міст Свіндервіксбрун (закладений у 2013 році) – запланований міст через затоку Свіндервікен у комуні Нака
- Міст Сіклаудсбрун (2003), пішохідний та велосипедний міст через канал Сікла між причалом Сікла та однойменним житловим районом
- Міст Скурубрун (1915/1957), арочний міст для магістралі Вермделеден через Скурусундет та комуну Нака
- Міст Смістабрун (2008), пішохідний та велосипедний міст через магістраль Седертальєвеґен, E4/E20
- Міст Сольнабрун (1942/2011) простягався через залізничну ділянку навколо Північної станції, нині він — частина вулиці Сольнавеґен, яка з'єднує центр Стокгольма з районом Сольна
- Міст Фарстанесбрун (1914), спочатку військовий, наразі пішохідний та велосипедний міст, відреставрований у 1998 році
- Пішохідний та велосипедний міст Флотсбру (1975)
- Міст Фольке-Бернадоттес-бру (закладений 2015 року) — запланований пішохідний та велосипедний міст через затоку Юргордсбрунвікен
- Міст Фредріксдальсбрун (2002), трамвайний міст під мостом Сканстульсбрун

## Конструкції

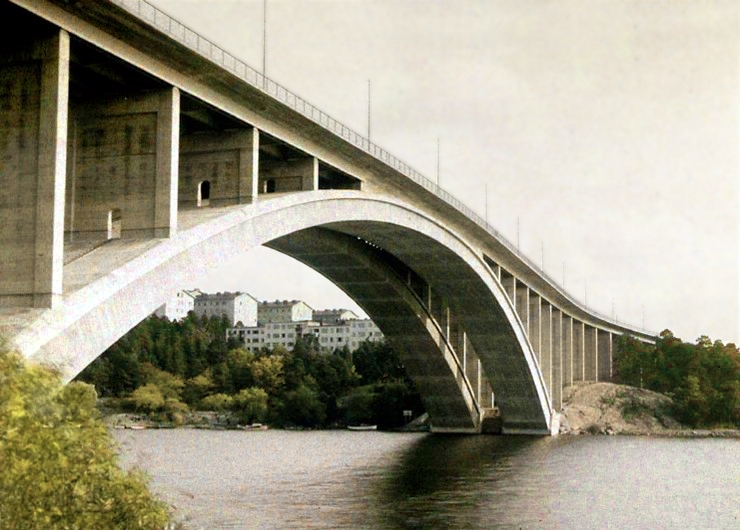
Міст Транебергсбрун у 1934 році був найдовшим бетонним мостом у світі. У 2005 році було споруджено третій проліт моста (фото 1937 року).

Мости, споруджені за ранніх часів, найчастіше були понтонними мостами з рухомою відкритою центральною частиною,  – наприклад, підйомні мости. Найдовшим понтонним мостом Стокгольма, а також, можливо, усієї Європи, був попередник мосту Стадсгусбрун. Цей міст між півднем Нормальму та сходом Кунґсгольмену, який мав назву Новий Кунґсгольменський міст, мав приблизно 500 метрів у довжину та був споруджений у 1669—1672 роках. 
Через височину та обширне заповнення простору відстані між островами та районами (мальмами) продовжували зменшуватися. Сучасний Ратушний міст, що заходиться біля міської ратуші та об'єднує Норрмальм з Кунґсгольменом, має довжину лише 85 метрів. Свого часу найдовшим мостом Швеції був спроектований архітектором Сирилусом Юхансоном міст Орста, відкритий у 1924 році. Мости Орста (східний та західний) наразі вважаються найдовшими мостами Стокгольма — обидва мають довжину 753 метри.

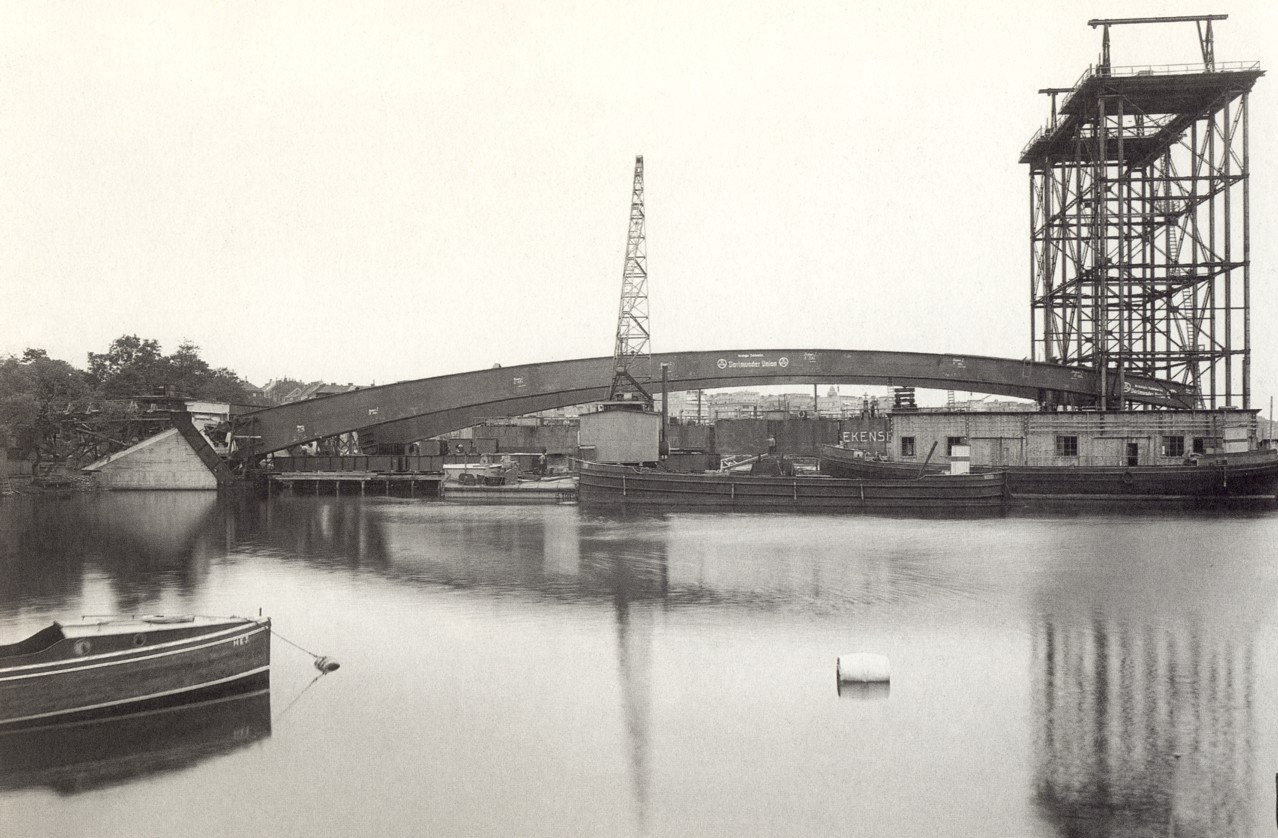
Спорудження сталевого зводу Західного мосту, 1933 рік.

Проблемою тогочасних мостових конструкцій була їх низька висота над рівнем води. Через це виникала необхідність у рухомій відкритій секції мосту, яка, проте, обмежувала рух транспорту через міст, коли під ним мало пройти судно. Оскільки кількість автоводіїв у першій половині ХХ століття значно зросла, такі мости не підходили для міського транспорту. Тому у 1930-х та 1940-х роках з’являються мости, висота яких над рівнем води становить 25—30 метрів. До таких мостів, зокрема, належать міст Транеберґсбрун – 25,2 м у висоту (відкритий 1934 року), Західний міст Вестербрун – 26 м (відкритий 1935 року) та міст Сканстульсбрун – 32 м (відкритий 1947 року). На момент свого спорудження Транеберґсбрун мав найдовшу у світі бетонну мостову арку – 181 м у довжину.
Західний міст був у своєму роді німецьким здобутком: спроектований німецькими архітекторами та інженерами, він був побудований спільними зусиллями шведських та німецьких підприємств. На момент свого відкриття у 1935 році це був найдовший сталевий арочний міст Швеції, який лишається таким і до сьогодні (станом на 2008 рік).

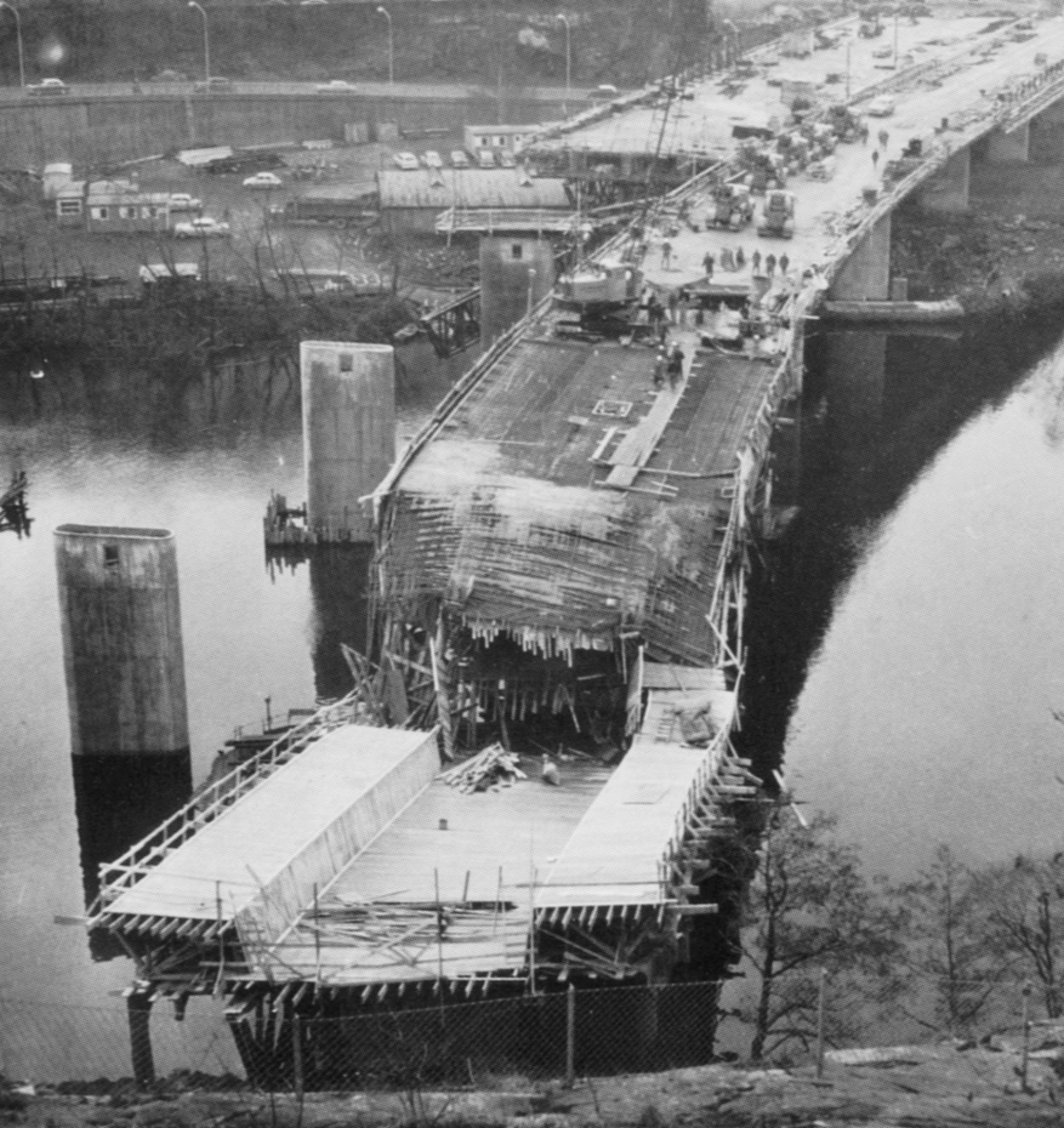
Обвал мосту Фредгельсбрун, 1964 рік

Окрім цих високих мостів у Стокгольмі також є кілька відкритих: мости Данвіксбрун та Лільєгольмсбрун – звичайний і подвійний розвідні мости відповідно, та поворотний міст Нокебюбрун. Керування Лільєгольмським мостом зараз здійснюється автоматично, але у випадку, коли механізм дає збій і міст не може розкритися, викликається бригада спеціалістів.

### Обвали мостів та проблеми під час будівництва
Один з мостів магістралі Есінґеледен обвалився під час будівельних робіт 10 грудня 1964 року. 30-метрова ділянка західного прольоту мосту Фредгельсбрун впала у воду через ненадійність тимчасової конструкції. Через цей інцидент будівництво мосту на кілька місяців було затримано.
По двох трамвайних мостах – Алвіксбрун та Грендальсбрун  – невдовзі після їх відкриття пішли тріщини. Перші пошкодження на головних прольотах мостів з’явилися вже в серпні 2000 року. Причиною цього було напруження зсуву балок обох мостів; у кінці 2001 року SL (Міське транспортне підприємство) постановило провести подальше розслідування. Було встановлено, що шведські норми посилення мостових балок не відповідали іноземним. За порадою конструкторів та підрядників мости були закриті для руху трамваїв. Під час розслідування мости тимчасово було укріплено за допомогою зовнішніх сталевих штагів, а восени 2002 року було встановлено і внутрішнє укріплення.

### Архітектура

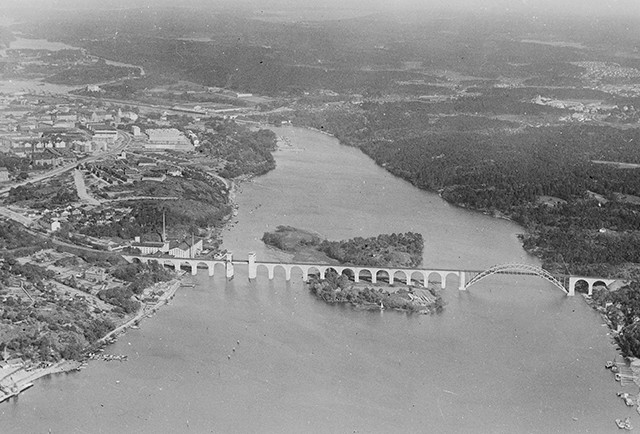
Міст Орстабрун у 1929 році був найдовшим мостом Швеції.

Стокгольмські мости є зразками високоякісної інженерної роботи та проектами видатних архітекторів різних часів. Найдавніший діючий міст у наш час, Північний міст, був спроектований Еріком Пальмстедтом. Пальмстедт також був автором мосту Пальмстедс-Стенбру, збудованого у 1784-1789 роках. Наразі цей міст не зберігся, лише мала його частина (грот Пальмстедта)  лишилася біля Стокгольмської ратуші. 
Автором мосту Естра-Орстабрун був Сирилус Юхансон. Він захоплювався античними акведуками, і тому за його планом міст, що знаходиться на південь від островів Орста, має 20 бетонних арок разом зі сталевими прольотами.
У 1930-х та 1940-х роках затребуваними мостобудівниками були Пауль Хедквіст та його партнер Давид Даль. Їх авторству належать мости Транеберґсбрун, Вестрабрун та Лільєгольмсбрун.
Міст Фредгельсбрун, так само як і мости Грендальсбрун та Есінґебрун, був спроектований архітектурним підприємством Ahlgren-Olsson-Silow (AOS) та побудований комунальним підприємством AB Geokonsult.
Найновішим мостом Стокгольма (станом на 2005 рік) є міст Вестра-Орстабрун, побудований за проектом провідного британського архітектора сера Нормана Фостера.

## Нездійснені проекти

### Автомобільний міст через острови Орста

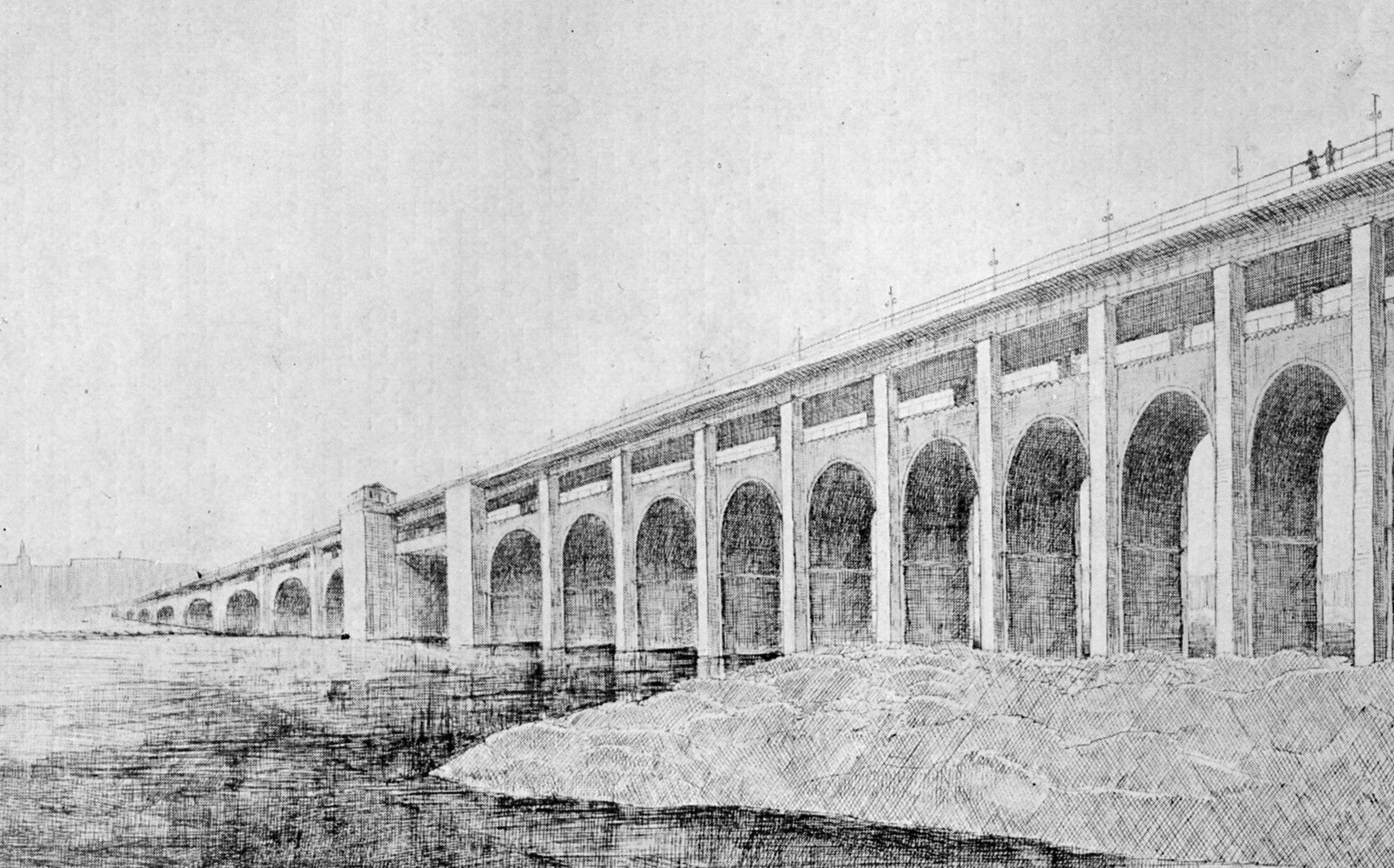
Міст Гатубру над мостом Орста, проект 1924 року.

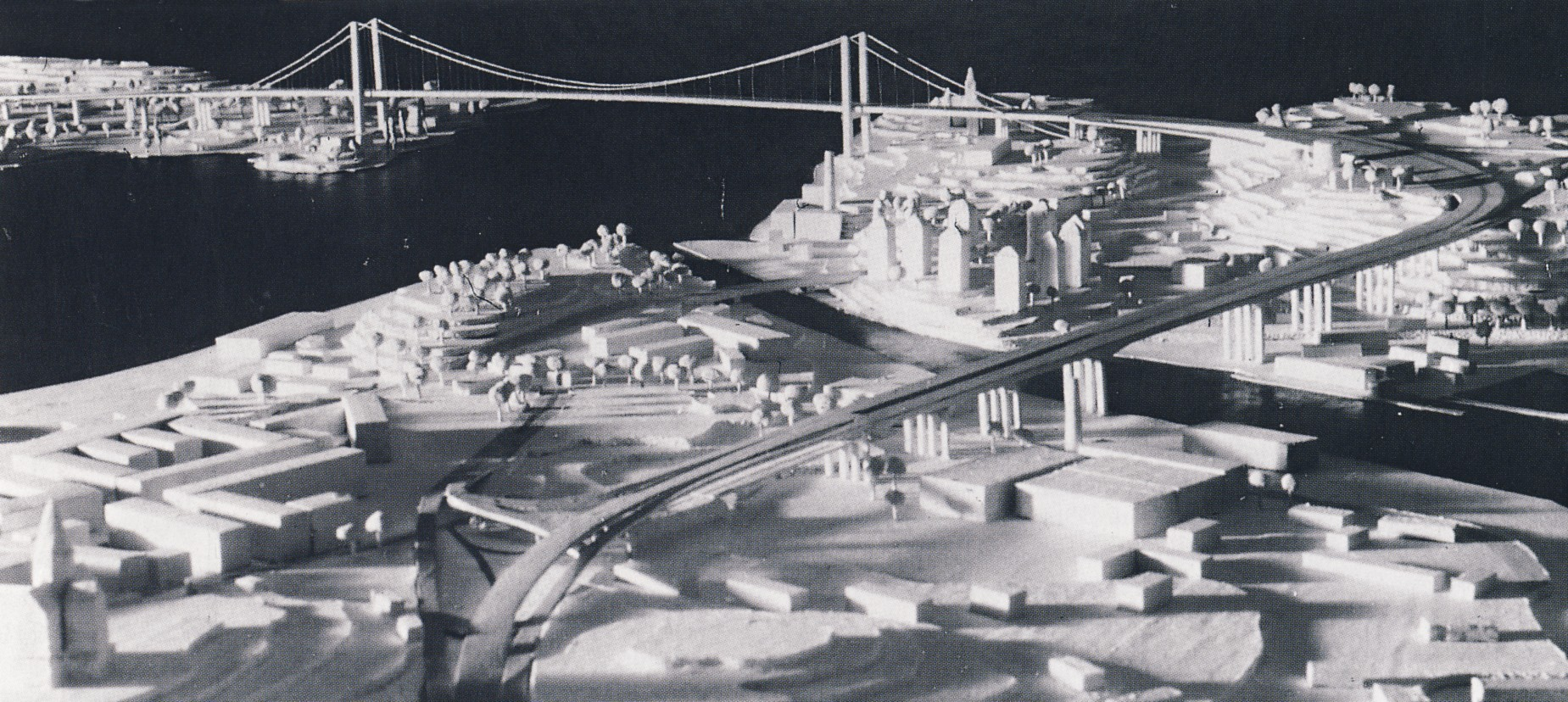
Східний міст, макет 1948 року.

Згідно проекту, майбутній Східний міст Орста (Естра-Орстабрун) мав стати автомобільним мостом через острови Орста. Залізна надбудова мосту мала по обох сторонах спиратися на стовпи і утворювати конструкцію, схожу на полицю. Міська влада спонсорувала будівництво; найвища точка цього мосту мала знаходитися на висоті 38,3 метри над рівнем води.  Проте на схемі міського руху 1960 року планований міст з’явився знову, – на цей раз він був передбачений для автомагістралі і знаходився одразу західніше залізничного мосту. «Тантоледен» – робоча назва цього проекту, який цього разу мав поєднати Кільцеве шосе Стокгольма з районами Орста та Седермальм.

### Інші проєкти
Кілька проектів мостів так і лишилися на папері, наприклад, Східний міст (Естербрун), який мав стати копією Західного мосту. За задумом архітектора у 1948 році, ця споруда, схожа на Міст «Золота Брама» у Сан-Франциско, мала об'єднувати Південний Юргорден та Седермальм, що також демонструє поданий макет. Східний міст мав стати частиною автомагістралі Естерледен, яка у свою чергу планувалася як частина Кільцевого шосе Стокгольму.
Міст Бломмаґренен, спроектований у 1960-ті роки, мав проходити від магістралі Есінґеледен через острів Великий Есінґен  до мосту через район Алвік і далі до аеропорту Стокгольм-Бромма. Після того, як на початку 1960-х років було споруджено виїзд на Есінґеледен, будівельні роботи припинилися. Сьогодні приблизно на тій самій ділянці пролягає трамвайний міст Алвіксбрун.
Також у 1960-х роках планувався міський автомагістральний міст через затоку Нюбрувікен, котрий мав стати частиною магістралі Бласіегольмследен і з’єднувати через острів Бласіегольмен вулицю Страндвеґен з мостом Шепсбрун.
Шосе Родманследен також було проектом 1960-х років. Воно мало поєднувати острови Кунґсгольмен та Лідінге. Проте з запланованої транспортної розв’язки з багатьма мостами між Кунґсгольменом та Нормальмом було завершено лише будівництво мосту Барнгусбрун (1967—1969 рр.) та Лідінгебрун (1968—1971 рр.) разом з третьою смугою руху.

## Найвищі мости Стокгольма

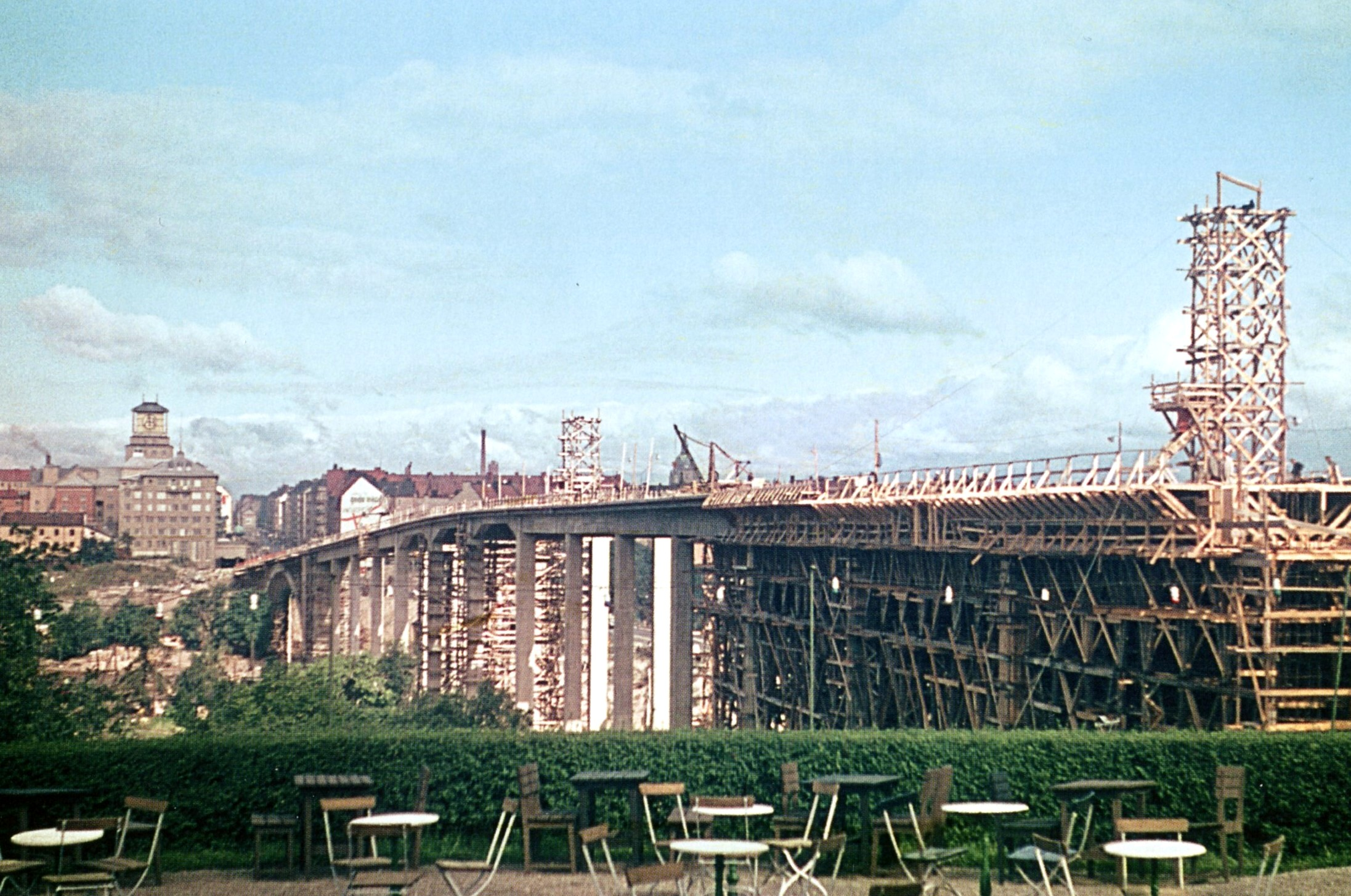
Будівництво мосту Сканстульсбрун, висота якого склала 32 метри над рівнем води, 1945 рік.

Вісім найвищих мостів Стокгольма станом на 2010 рік (висота вказана за умови нормального (середнього) рівня води):
- Міст Сканстульсбрун, 32 м
- Міст Йоганнесговсбрун, 32 м
- Міст Вестербрун (Західний міст), 26 м
- Міст Естра-Орстабрун, 26 м
- Міст Вестра-Орстабрун, 26 м
- Міст Грендальсбрун, 26 м
- Міст Транеберґсбрун, 25 м
- Міст Алвіксбрун, 24 м

## Невидимий міст Стокгольма

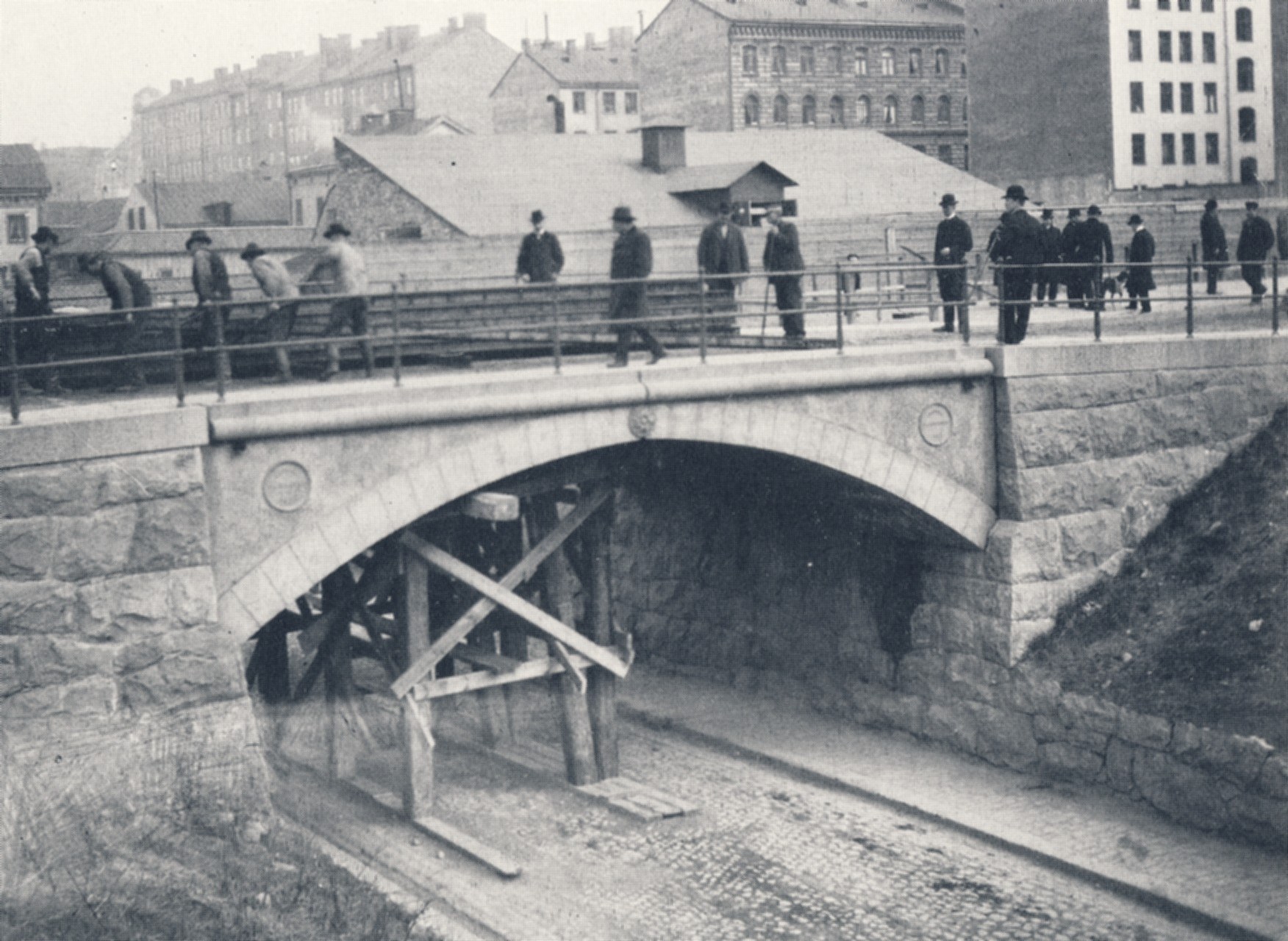
Міст Свеабрун, захований під вулицями Свеавеґен/Уденсґатан, 1897 рік.

У Стокгольмі є міст, котрого не видно, але котрий все одно існує. Це – міст Свеабрун, збудований у 1897 році на перехресті вулиць Уденсґатан та Свеавеґен. Він зник у 1920-х роках, коли рівень вулиці Свеавеґен завдяки насипам досяг рівня вулиці Уденсґатан. Зараз міст захований у землі під вулицями. У 1950-х роках було виявлено, що осілий ґрунт утворив під зводом мосту порожнину приблизно у метр глибиною. Задля укріплення мосту було вирішено залити порожнину бетоном.